# Норман, Джесси (политик)
Александр Джесси Норман (англ. Alexander Jesse Norman; род. 23 июня 1962, Лондон) — британский политик, член Консервативной партии.

## Биография
Являлся одним из директоров Barclays, занимался исследовательской работой и преподавал философию в Университетском колледже Лондона, руководил благотворительным проектом в Восточной Европе социалистических времён. В 2010 году избран в Палату общин от округа Херефорд и Южный Херефордшир, в 2010—2015 годах состоял в парламентском комитете по делам Казначейства, в 2016—2017 годах возглавлял комитет по делам культуры, средств массовой информации и спорта. Занимал должность финансового секретаря Казначейства с 2019 по 2021 год, с 7 сентября 2022 по 26 октября 2022 года — младший министр Департамента транспорта.
5 ноября 2024 года при формировании теневого кабинета Кеми Баденок назначен теневым лидером Палаты общин.

## Труды
- The Achievement of Michael Oakeshott (editor) (Gerald Duckworth & Co, 1993) ISBN 0715624512
- Breaking the Habits of a Lifetime: Poland’s First Steps Toward the Market (editor) (Ipswich Press, 1994) ISBN 0938864173
- After Euclid: Visual Reasoning and the Epistemology of Diagrams (The Center for the Study of Language and Information Publications, 2006) ISBN 9781575865096
- Compassionate Conservatism (with Janan Ganesh) (University of Buckingham Press, 2008) ISBN 978-0955190933
- The Big Society: The Anatomy of the New Politics (University of Buckingham Press, 2010) ISBN 0956395201
- Edmund Burke: The Visionary Who Invented Modern Politics (Harpercollins, 2014) ISBN 978-0007489640
- Adam Smith: What He Thought, and Why it Matters (Allen Lane, 2018) ISBN 978-0241328491
- The Winding Stair (London: Biteback Publishing, 2023) ISBN 9781785907920